# フェネチリン
フェネチリン（USANとBAN:Fenethylline, INN:fenetylline）は、アンフェタミノエチルテオフィリン（amphetaminoethyltheophylline）やアンフェチリン（amfetyline）とも呼ばれ、アンフェタミンとテオフィリンのプロドラッグとして振る舞う、両薬物のコドラッグである。精神刺激薬として、カプタゴン(Captagon)、Biocapton、Fittonの商品名で販売されている。

## 歴史
フェネチリンは、ドイツのデグサ社によって1961年に初めて合成された。約25年に渡り、アンフェタミン類の軽い代替薬として利用された。フェネチリンにはFDAに承認された適応はないが、現在ならば注意欠陥・多動性障害と呼ばれるであろう多動児の治療や、それほど一般的ではないがナルコレプシーやうつ病にも用いられた。フェネチリンの主な利点として、アンフェタミンほど血圧を上げず、したがって心血管疾患の患者にも利用できたことがある。
フェネチリンはアンフェタミンよりも副作用が少なく、乱用の可能性も低いと考えられていた。しかし、フェネチリンは、1981年にアメリカの規制物質法のスケジュールI薬物に指定され、また1986年には世界保健機関が向精神薬に関する条約にて国際的に指定に追加したため、多くの国では違法である。とはいえ、フェネチリン乱用の発生率はかなり低い。

## 薬理
フェネチリンは身体によって、アンフェタミン（経口投与量の24.5%）とテオフィリン（同13.7%）へと代謝され、どちらも精神刺激薬として活性作用がある。フェネチリンの生理的作用は、この2つの化合物の併用によって生じる。

## 乱用と違法取引
商品名カプタゴンとしてのフェネチリンの乱用はアラブ諸国では一般的であり、その偽造薬は違法であるにもかかわらず入手可能である。
フェネチリンは西アジアでは、よく知られた薬物であり、シリアの武装勢力によって利用されていると伝えられている。現地で安価に簡単な処理で製造でき、5ドルから20ドルの間で販売されている。流出情報によれば、武装勢力は、武器や現金に交換するためにこの薬物を輸出している。
2015年10月26日には、サウジアラビアの王子を含む5人が、ベイルートの空港にて2トンのカプタゴンを自家用飛行機に積んでいたために拘束された。11月には、シリア国境付近で、1100万錠のカプタゴンが押収された。
この薬物は、シリア内戦の中心となる役割を演じたほか、2023年パレスチナ・イスラエル戦争の際にハマースの戦闘員も使用していたことが判明している。フェネチリンの生産と販売は、武器への資金とするための大きな収益を生み、また戦闘員を好戦的にするために用いられている。